# Dodécacarbonyle de triruthénium
Le dodécacarbonyle de triruthénium, souvent appelé triruthénium dodécacarbonyle par anglicisme, est un composé chimique de formule Ru3(CO)12. Il s'agit d'un carbonyle de métal, constitué de 12 groupes carbonyle CO et de trois atomes de ruthénium Ru formant un complexe appartenant au groupe de symétrie D3h, dans lequel les trois centres Ru forment un triangle équilatéral portant chacun deux ligands CO axiaux et deux ligands CO équatoriaux. Il possède la même structure que le dodécacarbonyle de triosmium Os3(CO)12, tandis que le dodécacarbonyle de trifer Fe3(CO)12 appartient au groupe de symétrie C2v en raison de ses deux ligands pontants CO.
On prépare le dodécacarbonyle de triruthénium en traitant des solutions de chlorure de ruthénium(III) RuCl3 avec du monoxyde de carbone CO en présence d'une base, généralement sous forte pression. La stœchiométrie de cette réaction demeure incertaine, l'une des possibilités étant celle-ci :
6 RuCl3 + 33 CO + 18 CH3OH → 2 Ru3(CO)12 + 9 CO(OCH3)2 + 18 HCl.
Les propriétés chimiques de l'agrégat atomique Ru3(CO)12 ont été intensivement étudiées, et des centaines de dérivés en ont été produits. Sous forte pression de monoxyde de carbone CO, Ru3(CO)12 donne le monomère pentacarbonyle Ru(CO)5, qui redonne progressivement le Ru3(CO)12 :
Ru3(CO)12 + 3 CO  {\displaystyle \rightleftharpoons }  3 Ru(CO)5.
L'instabilité du pentacarbonyle de ruthénium Ru(CO)5 contraste avec la stabilité du pentacarbonyle de fer Fe(CO)5 ; la condensation de Ru(CO)5 en Ru3(CO)12 commence par la perte d'un carbonyle CO pour donner le tétracarbonyle de ruthénium Ru(CO)4, lequel, très instable, se lie à un monomère Ru(CO)5, ce qui amorce la condensation.